# Dobri Wojnikowo
Dobri Wojnikowo (bułg. Добри Войниково) – wieś w Bułgarii, w obwodzie Szumen, w gminie Chitrino. W 2024 roku liczyła 254 mieszkańców.